# Barnabas der Vampir

Deutsches Serienlogo innerhalb des Vampir Horror-Romans

Barnabas der Vampir ist eine Serie von Gruselromanen, geschrieben von William Edward Daniel Ross unter dem Pseudonym Marilyn Ross. Der Originaltitel der Serie war Dark Shadows.

## Serie
Die Romane basieren auf der TV-Serie Dark Shadows.
Das ursprüngliche Script der TV-Serie enthielt keine übernatürlichen Elemente. Erst etwa sechs Monate nach Serienbeginn traten die ersten Geister auf. Nach einem Jahr erschien erstmals der Vampir Barnabas Collins, gespielt von Jonathan Frid. Zudem kamen Werwölfe, Zombies, Hexen, Zauberer und andere übernatürliche Dinge dazu.
In den USA wurden zwischen 1966 und 1972 insgesamt 32 Geschichten zur TV-Serie veröffentlicht. Anders als in der TV-Serie erschien Barnabas hier schon frühzeitig (Band 6). In den späteren Romanen konzentrierte sich der Autor auf die Figur des Barnabas.
In Deutschland wurde die Serie dann auch unter dem Titel Barnabas der Vampir herausgegeben. Nach einigen Bänden innerhalb der Reihe Gaslicht erschienen spätere Romane dann innerhalb des Vampir Horror-Romans. Die Subserie Barnabas der Vampir war dabei deutlich kenntlich gemacht.
Es gibt auch einen Roman zum Film zur Serie („House of Dark Shadows“ von W.E.D. Ross). Der Film wurde in Deutschland 2012 als DVD veröffentlicht.
Die lange Frage der TV-Serie und der Heftreihe war auch, wer denn wirklich Victoria Winters’ Eltern seien. Ross wollte dies in seiner Reihe erklären, doch nachdem Victoria aus der TV-Serie verschwand, wurde dem Autor gesagt, er solle den Charakter ohne jegliche Erklärung verschwinden lassen. Aufgrund dessen erschien 1993 die Novelle über ihre Vergangenheit: „The Secret of Victoria Winters“.

## Handlung
Die Reihe beginnt damit, dass ein unbekanntes Mädchen Victoria Winters in der kleinen Stadt Collinsport ihre Stelle als Gouvernante für das jüngste Mitglied der Familie (David Collins) antritt. Der Autor zeigt schon in den ersten Bänden, dass Victoria ein Waisenkind ist und nach Collinsport mit der Hoffnung kam, etwas über ihre Identität herauszufinden. Doch der „Grusel“ beginnt schon im ersten Band, wo die Liebhaberin des Cousins Ernest Collins’ sich in die Tiefe auf den sogenannten Witwenhügel stürzt. Auf ihren Tod wird in den folgenden Bänden hingewiesen, wobei Victoria sich auch mehrmals in Lebensgefahr befindet.
Obwohl Victoria in der Hauptrolle der ersten fünf Bänden war, wurde sie ab Band 6 nur ein Nebencharakter. Denn ab dort ist überwiegend der Vampir Barnabas Collins der Hauptcharakter.
Bis zu dem Einstieg des Werwolfes Quentin Collins werden viele Affären von Barnabas in den Novellen beschrieben, auch wird erklärt wie es zu dem allen kam; 1795 war er mit Josette Collins verlobt, doch die eifersüchtige westindische Hexe Angelique Bouchárd machte ihm alles viel schwerer. Sie tötete die Liebe seines Lebens und verwandelte ihn in einen Vampir.
Ab Band 14 kommt auch der Werwolf Quentin Collins in die Hauptrolle und Victoria tritt schon gar nicht mehr auf, doch wird von Maggie Evans ersetzt.

## Romanliste
Die Romane erscheinen in Deutschland innerhalb von Gaslicht (GL) und Vampir Horror-Roman (VHR), zweier Heftromanreihen des Erich-Pabel-Verlages.
| #  | Originaltitel                                | USA  | dt. Titel                      | D    |         |
| 01 | Dark Shadows                                 | 1966 | Der Witwenhügel                | 1973 | GL 60   |
| 02 | Victoria Winters                             | 1967 | Keine Gnade für Victoria       | 1981 | GL 470  |
| 03 | Stranger at Collins House                    | 1967 | Die Fremde im Collins-Haus     | 1977 | GL 245  |
| 04 | The Mystery of Collinwood                    | 1968 | Das Haus über der Todesklippe  | 1981 | GL 485  |
| 05 | The Curse of Collinwood                      | 1968 |                                |      |         |
| 06 | Barnabas Collins                             | 1969 | Sein erstes Opfer              | 1977 | VHR 211 |
| 07 | The Secret of Barnabas Collins               | 1969 | Das Blutfest auf den Klippen   | 1977 | VHR 215 |
| 08 | The Demon of Barnabas Collins                | 1969 | Wenn der Totenvogel klagt      | 1977 | VHR 223 |
| 09 | The Foe of Barnabas Collins                  | 1969 | Der Werwolf und die Hexe       | 1977 | VHR 219 |
| 10 | The Phantom and Barnabas Collins             | 1969 | Die Gruft der Phantome         | 1977 | VHR 227 |
| 11 | Barnabas Collins Versus the Warlock          | 1969 |                                |      |         |
| 12 | The Peril of Barnabas Collins                | 1969 | Der Blutgraf                   | 1977 | VHR 231 |
| 13 | Barnabas Collins and the Mysterious Ghost    | 1970 | Der Vampir und die Tänzerin    | 1974 | VHR 068 |
| 14 | Barnabas Collins and Quentin's Demon         | 1970 |                                |      |         |
| 15 | Barnabas Collins and the Gypsy Witch         | 1970 |                                |      |         |
| 16 | Barnabas, Quentin and the Mummy's Curse      | 1970 |                                |      |         |
| 17 | Barnabas, Quentin and the Avenging Ghost     | 1970 | Die Teufelsfrau von Collinwood | 1978 | VHR 253 |
| 18 | Barnabas, Quentin and the Nightmare Assassin | 1970 | Jagd auf Werwölfe              | 1977 | VHR 238 |
| 19 | Barnabas, Quentin and the Crystal Coffin     | 1970 |                                |      |         |
| 20 | Barnabas, Quentin and the Witch's Curse      | 1970 |                                |      |         |
| 21 | Barnabas, Quentin and the Haunted Cave       | 1970 | Die Geisterhöhle               | 1978 | VHR 245 |
| 22 | Barnabas, Quentin and the Frightened Bride   | 1970 |                                |      |         |
| 23 | Barnabas, Quentin and the Scorpio Curse      | 1970 |                                |      |         |
| 24 | Barnabas, Quentin and the Serpent            | 1971 |                                |      |         |
| 25 | Barnabas, Quentin and the Magic Potion       | 1971 |                                |      |         |
| 26 | Barnabas, Quentin and the Body Snatchers     | 1971 |                                |      |         |
| 27 | Barnabas, Quentin and Dr. Jekyll's Son       | 1971 |                                |      |         |
| 28 | Barnabas, Quentin and the Grave Robbers      | 1971 |                                |      |         |
| 29 | Barnabas, Quentin and the Sea Ghost          | 1971 |                                |      |         |
| 30 | Barnabas, Quentin and the Mad Magician       | 1971 |                                |      |         |
| 31 | Barnabas, Quentin and the Hidden Tomb        | 1971 |                                |      |         |
| 32 | Barnabas, Quentin and the Vampire Beauty     | 1972 |                                |      |         |